# Charlie Parker
Charles "Charlie" Parker Jr. (født 29. august 1920 i Kansas City, død 12. marts 1955 i New York, USA) var en amerikansk altsaxofonist, komponist og orkesterleder.
Han var en af jazzens største musikere, som både gennem sit enestående mesterskab og sin selvdestruktive livsstil blev et forbillede for samtidige og senere jazzmusikere, uanset instrument.
Han begyndte allerede som 13-årig at spille saxofon med forbilleder som Buster Smith og især tenorsaxofonisten Lester Young.
Han har gennem årene spillet sammen med mange af jazzens store navne, indtil han i 1946 blev indlagt efter et sammenbrud som følge af hans langvarige alkohol- og heroinmisbrug, som senere førte til hans tidlige død.
Hans musik og liv er blevet emne for en række bøger og akademiske studier og for Clint Eastwoods spillefilm Bird fra 1988.